# Herb gminy Pilchowice
Herb gminy Pilchowice – jeden z symboli gminy Pilchowice.

## Wygląd i symbolika
Herb przedstawia na tarczy koloru srebrnego wspiętego czarnego konia skierowanego w prawo, a za nim złotą włócznię z lewa w skos, grotem ku górze. Nawiązują one do przeszłości Pilchowic jako wsi targowej i dobra rycerskiego, symbole te występują na pieczęciach gminy od XVIII wieku. 